# Winter-Universiade 1972/Eishockey
Bei der Winter-Universiade 1972 wurde ein Wettbewerb im Eishockey ausgetragen.

## Bilanz

### Medaillenspiegel
| Platz  | Land               | Gold | Silber | Bronze | Gesamt |
| ------ | ------------------ | ---- | ------ | ------ | ------ |
| 1      | Sowjetunion        | 1    | –      | –      | 1      |
| 2      | Kanada             | –    | 1      | –      | 1      |
| 3      | Vereinigte Staaten | –    | –      | 1      | 1      |
| Gesamt | Gesamt             | 1    | 1      | 1      | 3      |

### Medaillengewinner
| Disziplin | Gold | Silber | Bronze |
| --------- | --- | --- | --- |
| Einzel    | SowjetunionWiktor Puchkow Igor Lapin Alexei Andrejew Wladimir Astafjew Juri Schatalow Juri Fjodorow Wladimir Rasko Alexander Fedotow Anatoli Frolow Alexei Mischin Juri Terechin Wjatscheslaw Anissin Sergei Kapustin Alexander Bodunow Juri Lebedew Jewgeni Kucharg Anatoli Semjonow Alexander Sidelnikow | KanadaKen Lockett Dave McDowall Rick Cunningham Barry Carriere Steve Carlyle Tim Ripley Steve Syl Bob Munro John Wright Dave Couves Bill Buba Bob McAneeley Jack Gibson Gavin Kirk Kas Lysionek Mike Quinn Steve Latinovich Jim Lrving Gord Davies Barry Richardson | Vereinigte StaatenKim Newman Tom Sheehan Mike Gilligan Pete Yetten Ted Sator Jack Levitt Phil Wittliff Charley Brown John Marchetti Larry Traschsel John McKinnon Bruce Jordett Len Williams Ed Ambis Larry Bader Bruce Falk Rich Ferriter Dan Scioletti |